# Campeonato Sul-Americano de Atletismo de 2006
A 44ª edição do Campeonato Sul-Americano de Atletismo foi o evento esportivo organizado pela CONSUDATLE no Estádio La Independencia, em Tunja na Colômbia no período de 29 de setembro a 1 de outubro de 2006. Foram disputadas 44 provas no campeonato, tendo como destaque o Brasil com 55 medalhas. 

## Recordes

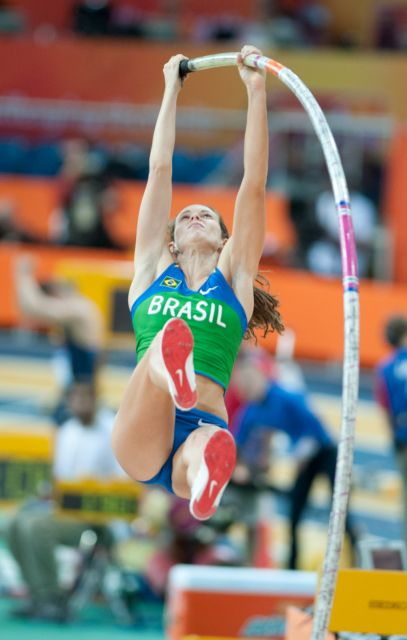
Fabiana Murer venceu seu primeiro título continental de salto com um recorde no Campeonato.

### Masculino
| Atleta              | Prova                | Nacionalidade | Recorde | Tipo                  |
| ------------------- | -------------------- | ------------- | ------- | --------------------- |
| Jessé de Lima       | Salto em altura      | Brasil        | 2.28 m  | Recorde do campeonato |
| Germán Chiaraviglio | Salto com vara       | Argentina     | 5.40 m  | =                     |
| Louis Tristán       | Salto em comprimento | Peru          | 8.09 m  | Recorde nacional      |
| Noraldo Palacios    | Lançamento do dardo  | Colômbia      | 79.09 m | Recorde nacional      |

### Feminino
| Atleta                  | Prova                 | Nacionalidade | Recorde | Tipo                  |
| ----------------------- | --------------------- | ------------- | ------- | --------------------- |
| Fabiana Murer           | Salto com vara        | Brasil        | 4.47 m  | Recorde do campeonato |
| Tânia Ferreira da Silva | Salto triplo          | Brasil        | 13.92 m | Recorde do campeonato |
| Jennifer Dahlgren       | Lançamento do martelo | Argentina     | 69.07 m | Recorde do campeonato |
| Caterine Ibargüen       | Salto triplo          | Colômbia      | 13.91 m | Recorde nacional      |
| Katiuscia de Jesus      | Lançamento do martelo | Brasil        | 64.58   | Recorde nacional      |

## Medalhistas

### Masculino
| Evento                      | Ouro                                                                                           | Ouro        | Prata                                                                               | Prata       | Bronze                                                                                  | Bronze      |
| --------------------------- | ---------------------------------------------------------------------------------------------- | ----------- | ----------------------------------------------------------------------------------- | ----------- | --------------------------------------------------------------------------------------- | ----------- |
| 100 metros                  | Daniel Grueso (COL)                                                                            | 10.50       | Kael Becerra (CHI)                                                                  | 10.50       | José Carlos Moreira (BRA)                                                               | 10.51       |
| 200 metros                  | Basílio de Morães (BRA)                                                                        | 20.70       | Daniel Grueso (COL)                                                                 | 20.99       | Heber Viera (URU)                                                                       | 21.10       |
| 400 metros                  | Sanderlei Parrela (BRA)                                                                        | 46.19       | Eduardo Vasconcelos (BRA)                                                           | 46.65       | Javier Mosquera (COL)                                                                   | 46.88       |
| 800 metros                  | Fabiano Peçanha (BRA)                                                                          | 1:49.55     | Hudson de Souza (BRA)                                                               | 1:49.97     | John Chávez (COL)                                                                       | 1:51.81     |
| 1 500 metros                | Hudson de Souza (BRA)                                                                          | 3:46.98     | Fredy Espinoza (COL)                                                                | 3:50.82     | Byron Piedra (ECU)                                                                      | 3:54.48     |
| 5 000 metros                | Juan Diego Contreras (PER)                                                                     | 14:59.06    | Byron Piedra (ECU)                                                                  | 15:00.00    | Eduardo Arequipa (BOL)                                                                  | 15:00.70    |
| 10 000 metros               | Jacinto López (COL)                                                                            | 31:41.00    | Juan Diego Contreras (PER)                                                          | 31:41.58    | Jason Gutiérrez (COL)                                                                   | 31:44.25    |
| 20 km marcha atlética       | Gustavo Restrepo (COL)                                                                         | 1:28:12.0   | Xavier Moreno (ECU)                                                                 | 1:29:50.2   | Patricio Ortega (ECU)                                                                   | 1:35:29.1   |
| 110 metros barreiras        | Paulo Villar (COL)                                                                             | 13.62       | Anselmo da Silva (BRA)                                                              | 13.78       | Matheus Facho Inocêncio (BRA)                                                           | 13.84       |
| 400 metros barreiras        | Tiago Bueno (BRA)                                                                              | 49.96       | Luis Montenegro (CHI)                                                               | 50.17       | Raphael Fernandes (BRA)                                                                 | 50.49       |
| 3.000 metros com obstáculos | Sergio Lobos (CHI)                                                                             | 9:15.42     | Diego Moreno (PER)                                                                  | 9:21.28     | Gladson Barbosa (BRA)                                                                   | 9:22.51     |
| 4×100 metros estafetas      | Brasil · Eliezer de Almeida · Basílio de Moraes Júnior · Vicente de Lima · José Carlos Moreira | 39.03       | Colômbia · Harlin Echevarría · Eduard Mena · Álvaro Gómez · Paulo Villar            | 40.17       | Argentina · José Manuel Garaventa · Gustavo Aguirre · Iván Altamirano · Mariano Jiménez | 40.47       |
| 4×400 metros estafetas      | Brasil · Fernando de Almeida · Sanderlei Parrela · Eduardo Vasconcelos · Raphael Fernandes     | 3:03.05     | Colômbia · Geiner Mosquera · Amílcar Torres · Javier Mosquera · Juan Pablo Maturana | 3:06.49     | Venezuela · Josner Rodríguez · José Céspedes · Víctor Solarte · Roberto Lineros         | 3:10.43     |
| Salto em altura             | Jessé de Lima (BRA)                                                                            | 2.28 m      | Gilmar Mayo (COL)                                                                   | 2.20 m      | Santiago Guerci (ARG) Fabio Baptista (BRA)                                              | 2.13 m      |
| Salto à vara                | Germán Chiaraviglio (ARG)                                                                      | 5.40 m =    | Javier Benítez (ARG)                                                                | 5.35 m      | Fábio Gomes da Silva (BRA)                                                              | 5.20 m      |
| Salto em comprimento        | Rogério Bispo (BRA)                                                                            | 8.32 m (w)  | Louis Tristán (PER)                                                                 | 8.09 m      | Rodrigo Araújo (BRA)                                                                    | 8.05 m      |
| Salto triplo                | Hugo Chila (ECU)                                                                               | 16.68 m (w) | Thiago Carahyba Dias (BRA)                                                          | 16.57 m (w) | Jhon Murillo (COL)                                                                      | 16.36 m (w) |
| Arremesso de peso           | Germán Lauro (ARG)                                                                             | 18.97 m     | Marco Antonio Verni (CHI)                                                           | 18.62 m     | Marcelo Moreira (BRA)                                                                   | 17.84 m     |
| Lançamento de disco         | Jorge Balliengo (ARG)                                                                          | 60.19 m     | Ronald Julião (BRA)                                                                 | 57.02 m     | Gustavo Mendonça (BRA)                                                                  | 51.15 m     |
| Lançamento do martelo       | Juan Ignacio Cerra (ARG)                                                                       | 71.20 m     | Patricio Palma (CHI)                                                                | 67.30 m     | Wagner Domingos (BRA)                                                                   | 67.27 m     |
| Lançamento do dardo         | Noraldo Palacios (COL)                                                                         | 79.09 m     | Víctor Fatecha (PAR)                                                                | 76.79 m NJR | João Carlos Martins (BRA)                                                               | 75.26 m     |
| Decatlo                     | Carlos Eduardo Chinin (BRA)                                                                    | 7208 pts    | Erik Kerwitz (ARG)                                                                  | 7188 pts    | Enrique Aguirre (ARG)                                                                   | 6683 pts    |

### Feminino
| Evento                      | Ouro                                                                                      | Ouro       | Prata                                                                                     | Prata      | Bronze                                                                      | Bronze     |
| --------------------------- | ----------------------------------------------------------------------------------------- | ---------- | ----------------------------------------------------------------------------------------- | ---------- | --------------------------------------------------------------------------- | ---------- |
| 100 metros                  | Rosemar Coelho Neto (BRA)                                                                 | 11.53      | Yomara Hinestroza (COL)                                                                   | 11.72      | Darlenys Obregón (COL)                                                      | 11.72      |
| 200 metros                  | Rosemar Coelho Neto (BRA)                                                                 | 23.44      | Darlenys Obregón (COL)                                                                    | 23.58      | Vanda Gomes (BRA)                                                           | 23.76      |
| 400 metros                  | Lucimar Teodoro (BRA)                                                                     | 53.31      | Perla Regina dos Santos (BRA)                                                             | 53.82      | Alejandra Idrobo (COL)                                                      | 53.94      |
| 800 metros                  | Christiane Ritz dos Santos (BRA)                                                          | 2:10.15    | Muriel Coneo (COL)                                                                        | 2:14.13    | Diana Armas (ECU)                                                           | 2:18.67    |
| 1 500 metros                | Juliana de Azevedo (BRA)                                                                  | 4:33.74    | Ana Joaquina Rondón (COL)                                                                 | 4:37.03    | Muriel Coneo (COL)                                                          | 4:55.24    |
| 5 000 metros                | Bertha Sánchez (COL)                                                                      | 17:16.39   | Ana Joaquina Rondón (COL)                                                                 | 17:17.11   | Rosa Apaza (BOL)                                                            | 17:18.31   |
| 10 000 metros               | Bertha Sánchez (COL)                                                                      | 37:36.16   | Ednalva da Silva (BRA)                                                                    | 37:37.47   | Rosa Apaza (BOL)                                                            | 37:38.12   |
| 20 km marcha atlética       | Yadira Guamán (ECU)                                                                       | 1:46:06.7  | Luz Villamarín (COL)                                                                      | 1:46:40.3  | Magaly Andrade (ECU)                                                        | 1:46:40.4  |
| 100 metros barreiras        | Maíla Machado (BRA)                                                                       | 13.28      | Francisca Guzmán (CHI)                                                                    | 13.83      | Gilveneide de Oliveira (BRA)                                                | 14.06      |
| 400 metros barreiras        | Lucimar Teodoro (BRA)                                                                     | 58.16      | Perla dos Santos (BRA)                                                                    | 58.40      | Lucy Jaramillo (ECU)                                                        | 58.93      |
| 3.000 metros com obstáculos | Bertha Sánchez (COL)                                                                      | 10:48.44   | Zenaide Vieira (BRA)                                                                      | 10:56.16   | Michelle Barreto de Costa (BRA)                                             | 11:34.53   |
| 4×100 metros estafetas      | Brasil · Maíla Machado · Lucimar de Moura · Rosemar Coelho Neto · Vanda Gomes             | 44.72      | Colômbia · Shirley Aragón · María Alejandra Idrobo · Darlenys Obregón · Yomara Hinestroza | 44.78      | Equador · Erika Chávez · Lucy Jaramillo · Mayra Pachito · Victoria Quiñonez | 47.47      |
| 4×400 metros estafetas      | Brasil · Lucimar Teodoro · Perla Regina dos Santos · Sheila Ferreira · Juliana de Azevedo | 3:32.56    | Colômbia · Muriel Coneo · Princesa Oliveros · Shirley Aragón · María Alejandra Idrobo     | 3:37.12    | Equador · Erika Chávez · Lucy Jaramillo · Diana Armas · Karina Caicedo      | 3:47.58    |
| Salto em altura             | Caterine Ibargüen (COL)                                                                   | 1.90 m     | Solange Witteveen (ARG)                                                                   | 1.82 m     | Eliana Renata da Silva (BRA)                                                | 1.82 m     |
| Salto à vara                | Fabiana Murer (BRA)                                                                       | 4.47 m     | Carolina Torres (CHI)                                                                     | 4.25 m     | Alejandra García (ARG)                                                      | 4.00 m     |
| Salto em comprimento        | Maurren Maggi (BRA)                                                                       | 6.86 m (w) | Caterine Ibargüen (COL)                                                                   | 6.51 m (w) | Fernanda Gonçalves (BRA)                                                    | 6.36 m (w) |
| Salto triplo                | Tânia Ferreira da Silva (BRA)                                                             | 13.92 m    | Caterine Ibargüen (COL)                                                                   | 13.91 m    | Fabrícia da Silva (BRA)                                                     | 13.39 m    |
| Arremesso de peso           | Elisângela Adriano (BRA)                                                                  | 17.37 m    | Andréa Pereira (BRA)                                                                      | 16.27 m    | Luz Dary Castro (COL)                                                       | 16.26 m    |
| Lançamento de disco         | Elisângela Adriano (BRA)                                                                  | 56.18 m    | Luz Dary Castro (COL)                                                                     | 48.88 m    | Karen Gallardo (CHI)                                                        | 48.75 m    |
| Lançamento do martelo       | Jennifer Dahlgren (ARG)                                                                   | 69.07 m    | Eli Johana Moreno (COL)                                                                   | 64.94 m    | Katiuscia de Jesus (BRA)                                                    | 64.58 m    |
| Lançamento do dardo         | Alessandra Resendre (BRA)                                                                 | 58.11 m    | Zuleima Araméndiz (COL)                                                                   | 55.60 m    | Sabina Moya (COL)                                                           | 54.52 m    |
| Heptatlo                    | Elizete da Silva (BRA)                                                                    | 5612 pts   | Jailma de Lima (BRA)                                                                      | 5348 pts   | Andrea Bordalejo (ARG)                                                      | 5015 pts   |

## Quadro de medalhas

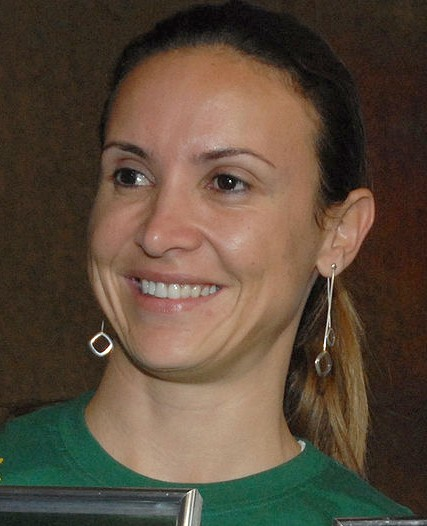
A brasileira Maurren Maggi voltou de um doping para ganhar seu quarto título de salto em distância.

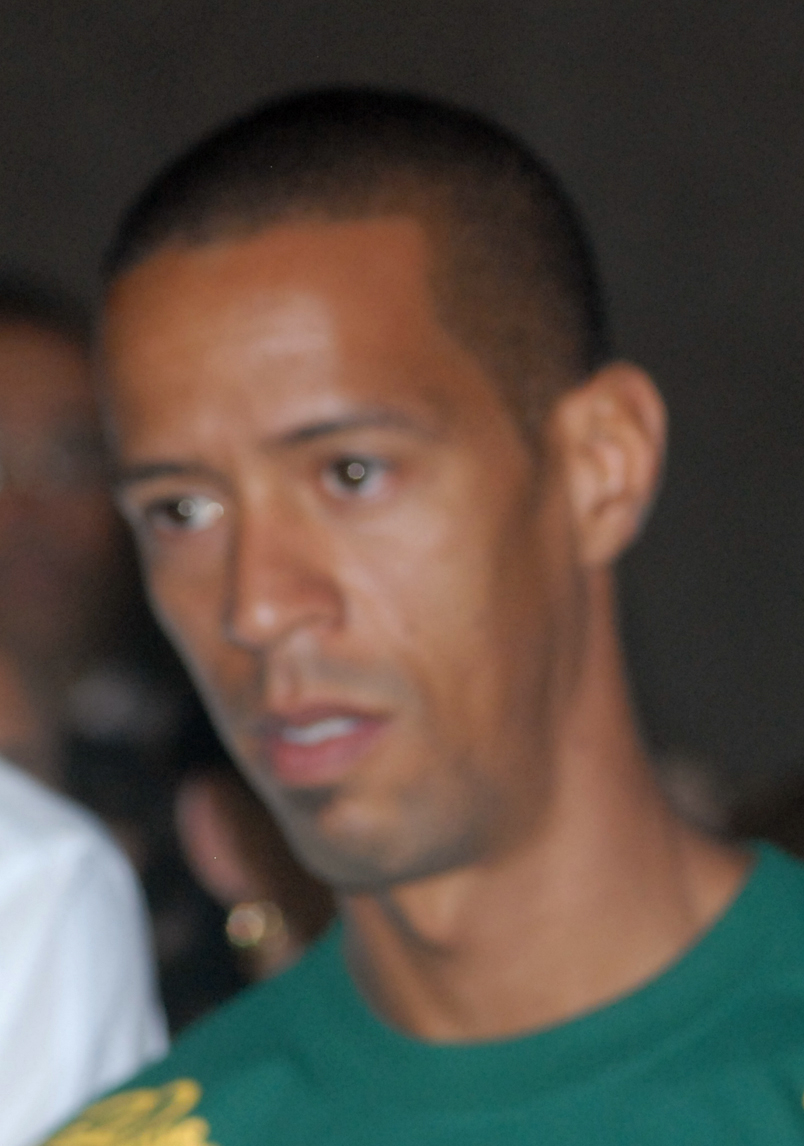
Hudson de Souza ganhou medalha de ouro e prata pelo Brasil.

| Ordem | País      | Medalha de ouro | Medalha de prata | Medalha de bronze | Total |
| ----- | --------- | --------------- | ---------------- | ----------------- | ----- |
| 1     | Brasil    | 26              | 11               | 18                | 55    |
| 2     | Colômbia  | 9               | 18               | 9                 | 36    |
| 3     | Argentina | 5               | 3                | 5                 | 13    |
| 4     | Equador   | 2               | 2                | 7                 | 11    |
| 5     | Chile     | 1               | 6                | 1                 | 8     |
| 6     | Peru      | 1               | 3                | 0                 | 4     |
| 7     | Paraguai  | 0               | 1                | 0                 | 1     |
| 8     | Bolívia   | 0               | 0                | 3                 | 3     |
| 9=    | Uruguai   | 0               | 0                | 1                 | 1     |
| 9=    | Venezuela | 0               | 0                | 1                 | 1     |
| Total | Total     | 44              | 44               | 45                | 133   |

### Tabela de pontos
- Os pontos são atribuídos ao país com base nos seis primeiros colocados em cada evento levando pontuação.

| Posição | Nacionalidade | Total | Masculino | Feninino |
| ------- | ------------- | ----- | --------- | -------- |
| 1       | Brasil        | 498   |           |          |
| 2       | Colômbia      | 317   |           |          |
| 3       | Argentina     | 152   |           |          |
| 4       | Equador       | 116   |           |          |
| 5       | Chile         | 67    |           |          |
| 6       | Peru          | 28    |           |          |

## Participantes
Um total de 229 atletas de 12 nacionalidades participaram do evento.
| - Argentina (30) - Bolívia (4) - Brasil (68) - Chile (18) - Colômbia (63) – (Anfitrião) - Equador (28) | - Guiana (1) - Panamá (2) - Paraguai (2) - Peru (3) - Uruguai (3) - Venezuela (7) |

Legenda
| Recorde mundial       | Recorde mundial (World record)               |                       | Recorde africano                      | Recorde africano (African) |                                           | Q | Classificado por posição (Qualified) |
| Recorde do campeonato | Recorde do campeonato (Championship record)  | Recorde da América    | Recorde da América (Americas)         | q                          | Classificado por melhor tempo (Qualified) |   |                                      |
| Melhor marca do ano   | Melhor marca do ano (World leading)          | Recorde asiático      | Recorde asiático (Asian)              | DNS                        | Não largou (Did not start)                |   |                                      |
| Recorde nacional      | Recorde nacional (National record)           | Recorde europeu       | Recorde europeu (European)            | DNF                        | Não terminou (Did not finish)             |   |                                      |
| Recorde pessoal       | Recorde pessoal do atleta (Personal best)    | Recorde da Oceania    | Recorde da Oceania (Oceania)          | DSQ / DQ                   | Desclassificado (Disqualified)            |   |                                      |
| Recorde da temporada  | Recorde da temporada do atleta (Season best) | Recorde sul-americano | Recorde sul-americano (South America) | NM                         | Sem marca (No mark)                       |   |                                      |